# 中土站
中土站（日语：／ Nakatsuchi eki */?）是位於日本長野縣北安曇郡小谷村，隸屬於西日本旅客鐵道（JR西日本）的鐵路車站，每天只提供各7班普通列車服務。
「中土」的名稱來自附近「中谷」及「土谷」地區的合稱。
於2020年度，本站是JR西日本大糸線路段中唯一錄得平均乘車人數為0人，即是全年使用人數為少於183人。

## 車站結構

### 站房
設有木製單層站舍一座，是第2代站舍。第1代站舍於1995年7月因姬川受豪雨而引致氾濫，大量砂石沖入站舍而受到嚴重損毀，後來拆卸重建，1997年完成及啟用。內設有偌大的票務處及候車大堂，唯車站早於1983年無人化，因此從未有實際的使用，再加上使用人數長期處於個位數字水平，未免使人感覺浪費。
站舍的水平位置位處月台之下，因此沿改札口出入站舍時，須先經過數級梯級才能到達月台層面。

### 月台
設有島式月台1座，原能提供1面2線的配置，另外在月台外再另有一條保線用側線，但由於現時班次稀疏，交換設備及保線路軌再沒有實際用途，因此靠近站舍一邊的路軌遭停用，亦把保線路軌拆去。月台兩邊的訊號系統同時撒去，變成不可交換的1面1線配置。而靠向北小谷方向的轉轍器被撒去，部份路軌亦被移走；而靠向南小谷方向的轉轍器雖然沒有拆走，但通往的路軌部份被枕木所阻檔。
出入口位於月台末端向南小谷方向，經過斜道、平交道及數級樓梯方到達站舍改札口，月台上不設任何設施，有效長度為3輛。列車靠站時，上行往南小谷方向為右側開門，下行往糸魚川為左側開門。
| 路線    | 方向 | 前往       | 備註 |
| ------- | ---- | ---------- | ---- |
| ■大糸線 | 上行 | 南小谷方向 |      |
| ■大糸線 | 下行 | 糸魚川方向 |      |

## 歷史
- 1935年11月29日：隨日本國鐵大糸南線由信濃森上站延伸至本站而開業。
- 1957年8月15日：大糸南線由本站延伸至大糸北線的小瀧站，全線開統及統一稱為大糸線。
- 1978年9月22日：貨運服務取消。
- 1983年3月25日：車站無人化。
- 1987年4月1日：國鐵分割民營化，成為西日本旅客鐵道（JR西日本）車站。
- 1995年7月11日：受「7·11水災」影響，姬川氾濫而令第一代站舍沖毀，需拆卸。
- 1997年：新站舍啟用。
- 2014年：

- 11月22日：因發生2014年長野縣北部地震，引起土石流，列車暫時停駛。
- 11月26日：列車復駛。

- 2024年6月1日：為方便沿線居民轉乘北陸新幹線及促進大糸線的使用，由糸魚川市、大町市及JR西日本共同安排安排於2024年6月1日至2025年3月31日為止，試行每天以巴士形式加開4班來往白馬～糸魚川之間的班次[7]，變相重新直通JR西日本及JR東日本的路段[8][9]。

## 使用狀況
| 年度   | 1日平均乘車人數 | 1日平均乘降人數 |
| ------ | --------------- | --------------- |
| 2007年 | 8               | （沒有資料）    |
| 2008年 | （未有資料）    | （沒有資料）    |
| 2009年 | 4               | （沒有資料）    |
| 2010年 | 2               | （沒有資料）    |
| 2011年 | （沒有資料）    | 5               |
| 2012年 | （沒有資料）    | 5               |
| 2013年 | 3               | 6               |
| 2014年 | 2               | 4               |
| 2015年 | 3               | 6               |
| 2016年 | 2               | 4               |
| 2017年 | 1               | 3               |
| 2018年 | 1               | 2               |
| 2019年 | 1               |                 |
| 2020年 | 0               |                 |

## 相鄰車站
西日本旅客鐵道
■大糸線
南小谷－中土－北小谷

## 外部連結
- JR西日本 中土站公式網頁。（页面存档备份，存于）（日語）